# إيدرسون ترينيداد لوبيز
إيدرسون ترينيداد لوبيز (31 ديسمبر 1984 في ساو باولو في البرازيل – )؛ هو لاعب كرة قدم كان يلعب كمهاجم.

## وصلات خارجية
- إيدرسون ترينيداد لوبيز على موقع رابطة كرة القدم اليابانية للمحترفين (اليابانية)
- إيدرسون ترينيداد لوبيز على موقع قاعدة بيانات كرة القدم.إي يو (الإنجليزية)
- إيدرسون ترينيداد لوبيز على موقع Soccerway.com (الإنجليزية)